# ヘーヴィーズ湖
ヘーヴィーズ湖（ヘーヴィーズこ、ハンガリー語: Hévízi-tó [ˈhe̝ˑviˑzitoː]ヘーヴィーズィ・トー）とは、ハンガリーの西部のザラ県ケストヘイ郡ヘーヴィーズ市に存在する湖の1つである。この湖全体が温泉であることで知られていて、例えば「ハンガリーの温泉湖」などと紹介されることもある。ただし温泉とは言っても、その湖面付近の水温は30度前後程度に過ぎない。

## 語源
ハンガリー語で hő [ˈhøː]「熱」の異形が hev- [ˈhɛv]（ヘヴ）ないし hé- [ˈhe̝ː]（ヘー）。víz [ˈviːz] （ヴィーズ）が「水」。よって hévíz [ˈhe̝ˑviˑz] （ヘーヴィーズ）は「熱水」、すなわち「温泉」の意。つまり湖の存在するヘーヴィーズ市自体が「温泉市」という意味。tó [ˈtoː] は「湖」ないし「池」。ハンガリー語では湖と池を区別しない。ハンガリー語: Hévíz [ˈhe̝ˑviˑz] の後ろに付いている -i [i] は地名に付いて形容詞を作る派生辞。直訳すると「ヘーヴィーズの（にある）湖（池）」の意。別名の Hévízi-gyógytó [ˈhe̝ˑviˑziˌɟoːctoː]（ヘーヴィーズィ・ジョージトー、ヘーヴィーズィ・ジョーチトー）の gyógy [ˈɟoːɟ]（ジョージ）は「治療」の意。

## 概要
ヘーヴィーズ湖は、おおよそ北緯46度47分、東経17度11分に位置する。湖面の面積は約47000m2、最大水深は約38mである

。
ヘーヴィーズ湖は、その全体が温泉であることで知られている。最も水温が高くなる夏季は約33度、最も水温の低くなる真冬でも26度を下回らない

。
すなわちヘーヴィーズ湖は年中凍り付かない湖、つまり不凍湖である。
ハンガリーは、その国土の大部分が温帯に属するものの、内陸国であり海洋の影響をあまり受けない大陸性の気候であるため、冬季は寒冷で乾燥する。なお、真冬のハンガリーの平均気温は氷点下である。このような気候であるため、本来であれば真冬の水温はもっと低いはずだが、湖底から温水が湧出しているために、冬季でも26度以上という高い水温となっている。湖底からの温水の湧出量は、毎時約8600万リットルにおよび、28時間から30時間で湖水の全てが入れ替わってしまうために水温が保たれているのである。

## 湖の利用
ヘーヴィーズ湖はアルカリ性の温泉である。
2019年現在、ヘーヴィーズ湖には、有料ながら浸かることも許されている。ただし、湖の水深は2m以上あり、最大38mに及ぶ。当然そのような場所では足が立たないため、浮き輪を使っている人の姿が見られる。なお、2019年現在、こちらも有料ながら浮き輪のレンタルも行われている。

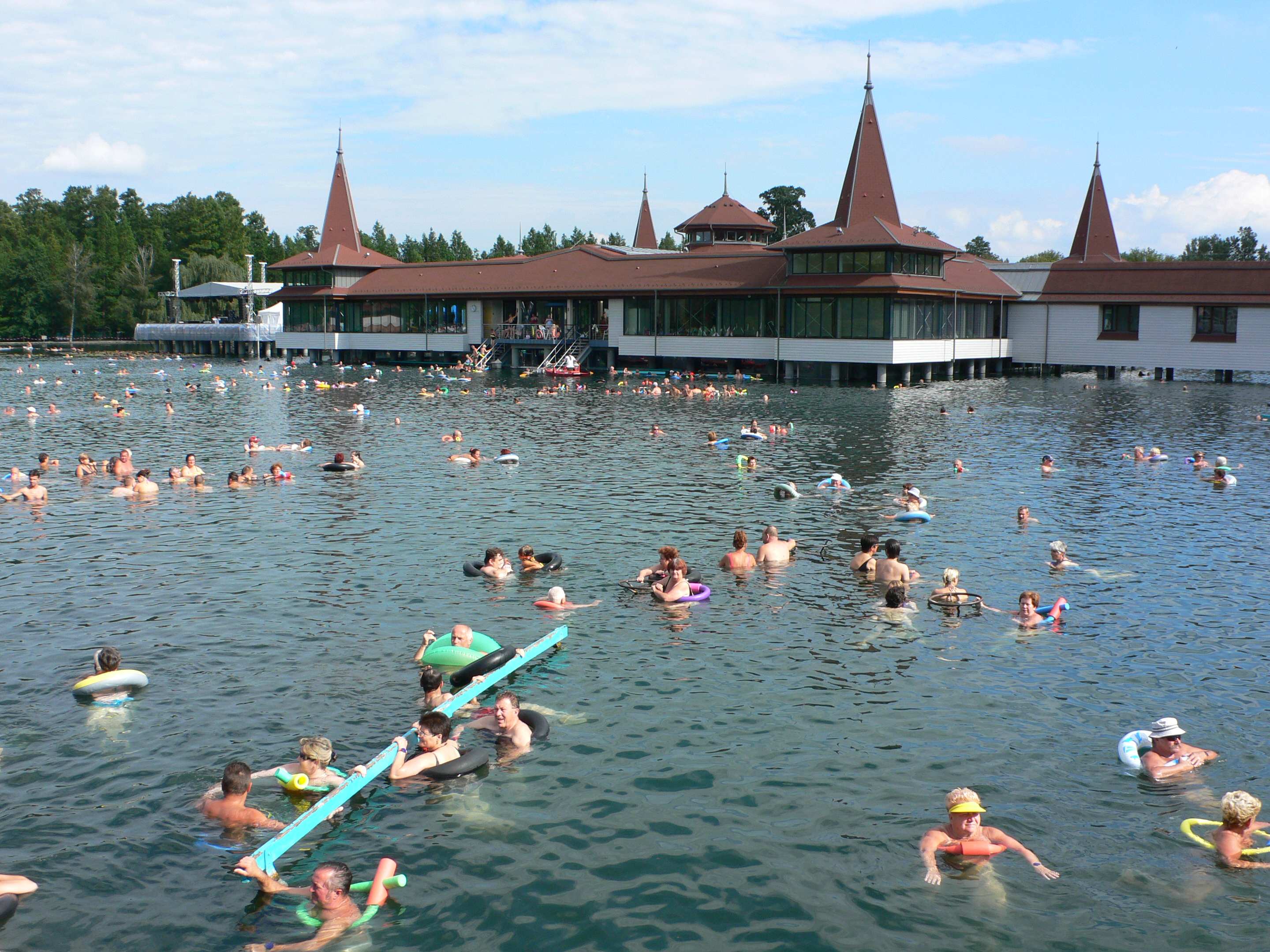
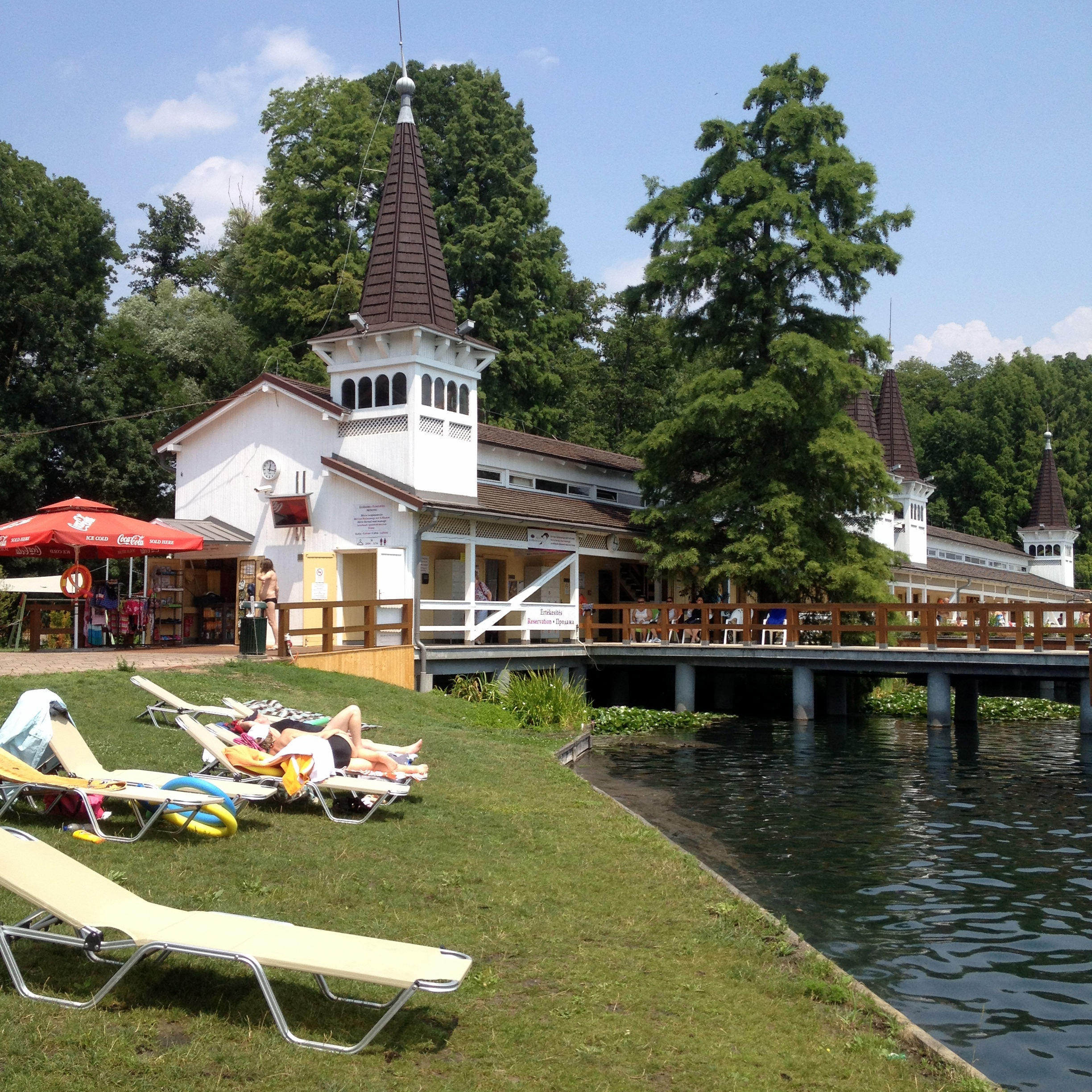
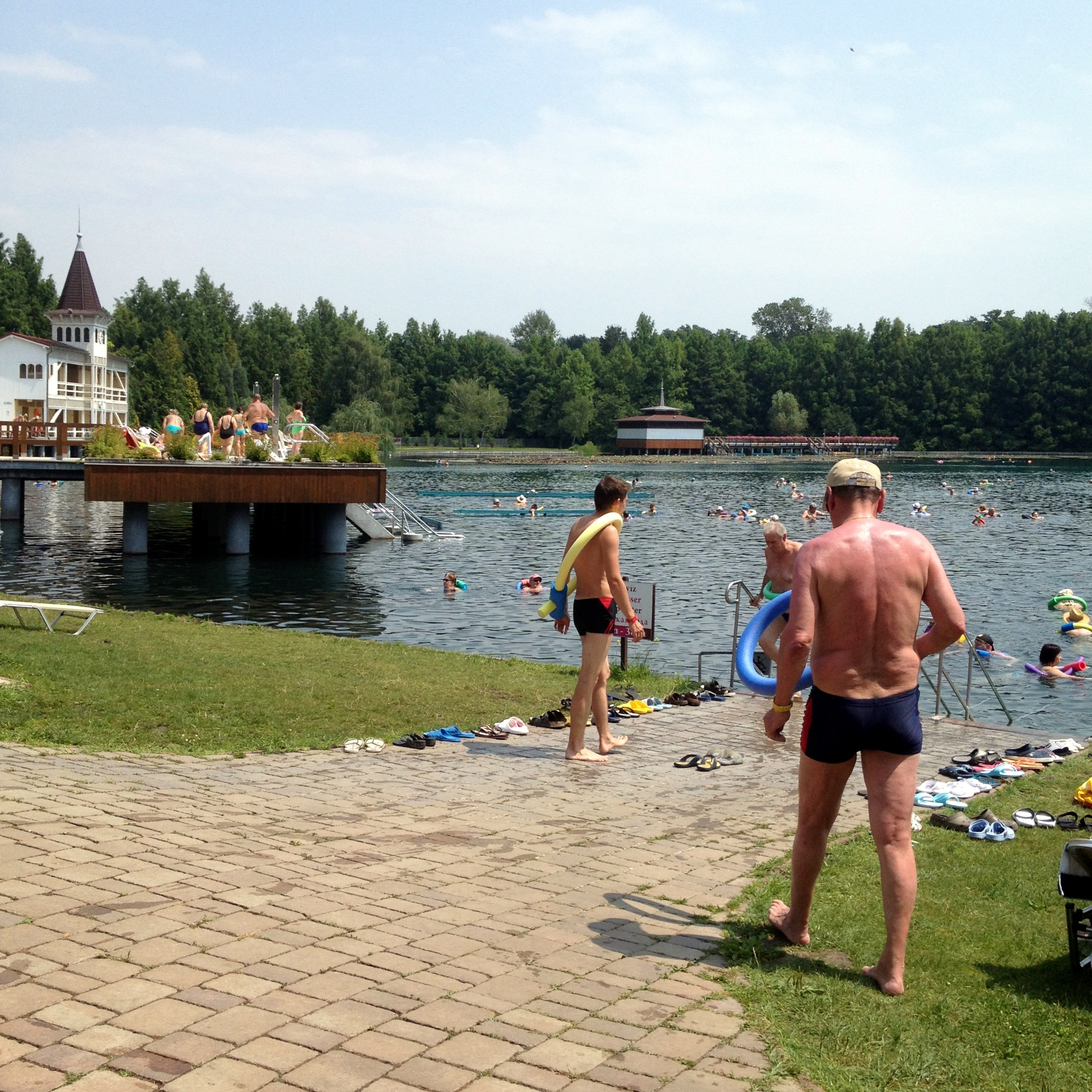

|  |

## 主な参考文献
- 『世界の温泉 ＆ SPAリゾート』 サンブックス 2002年5月1日発行 ISBN 4-434-01741-1